# Eurótás
Eurótás (řecky Εὐρώτας, latinsky Eurotas) je v řecké mytologii říční bůh, zosobnění stejnojmenné řeky, která protéká Spartou a vlévá se do Lakónské zátoky.
Eurótás byl otcem Sparty, kterou si vzal za manželku Lakedaimón.Ten se stal vládcem nad Eurotovým územím, kterému dal své jméno Lakedaimón. Když pak na něm založil hlavní město, to dostalo jméno podle jeho manželky Sparty.
Z manželství Lakedaimóna a Sparty se narodili synové Amyklás a Hímeros a dcery Eurydika (není totožná s Orfeovou manželkou), Asiné a Kléodiké. Následníkem trůnu se stal Amyklás, který později poblíž Sparty
založil město Amykly.